# Chondracanthodes tuberofurcatus
Chondracanthodes tuberofurcatus – gatunek widłonoga z rodziny Chondracanthidae. Nazwa naukowa tego gatunku skorupiaków została opublikowana w 1966 roku przez kanadyjskiego parazytologa polskiego pochodzenia Zbigniewa Kabatę i radzieckiego parazytologa-helmintologa Alexandra Władimirowicza Gusiewa.